# Flughafen Kurgan

i8
i11
i13
Der Flughafen Kurgan (russisch Аэропорт Курган/ Aeroport Kurgan, IATA-Code: KRO, ICAO-Code: USUU) ist ein regionaler Verkehrsflughafen in Russland, der rund sechs Kilometer nordöstlich des Zentrums der Stadt Kurgan liegt.
Die Fluggesellschaft UTair bietet täglich einen Flug nach Moskau-Wnukowo an.
Auf dem Gelände des Flughafens besteht seit 1985 ein Flugzeugmuseum, in welchem militärische und zivile Flugzeuge ausgestellt werden.